# Zaječov
Zaječov település Csehországban, a Berouni járásban. Zaječov Těně, Olešná, Malá Víska, Komárov és Jivina településekkel határos. Lakosainak száma 1481 fő (2024. január 1.).

## Népesség
A település lakosságának változását az alábbi diagram mutatja:
| Lakosok száma | 2003 | 1927 | 1920 | 2576 | 1415 | 1345 | 1432 | 1433 | 1435 | 1481 |
|               | 1869 | 1890 | 1921 | 1950 | 1980 | 2001 | 2017 | 2019 | 2022 | 2024 |